# Niedergörsdorf
Niedergörsdorf là một đô thị thuộc huyện Teltow-Fläming, bang Brandenburg, Đức. Đô thị Niedergörsdorf có diện tích 204,67 km², dân số thời điểm 31 tháng 12 năm 2006 là 6730 người. 

Nhà thờ
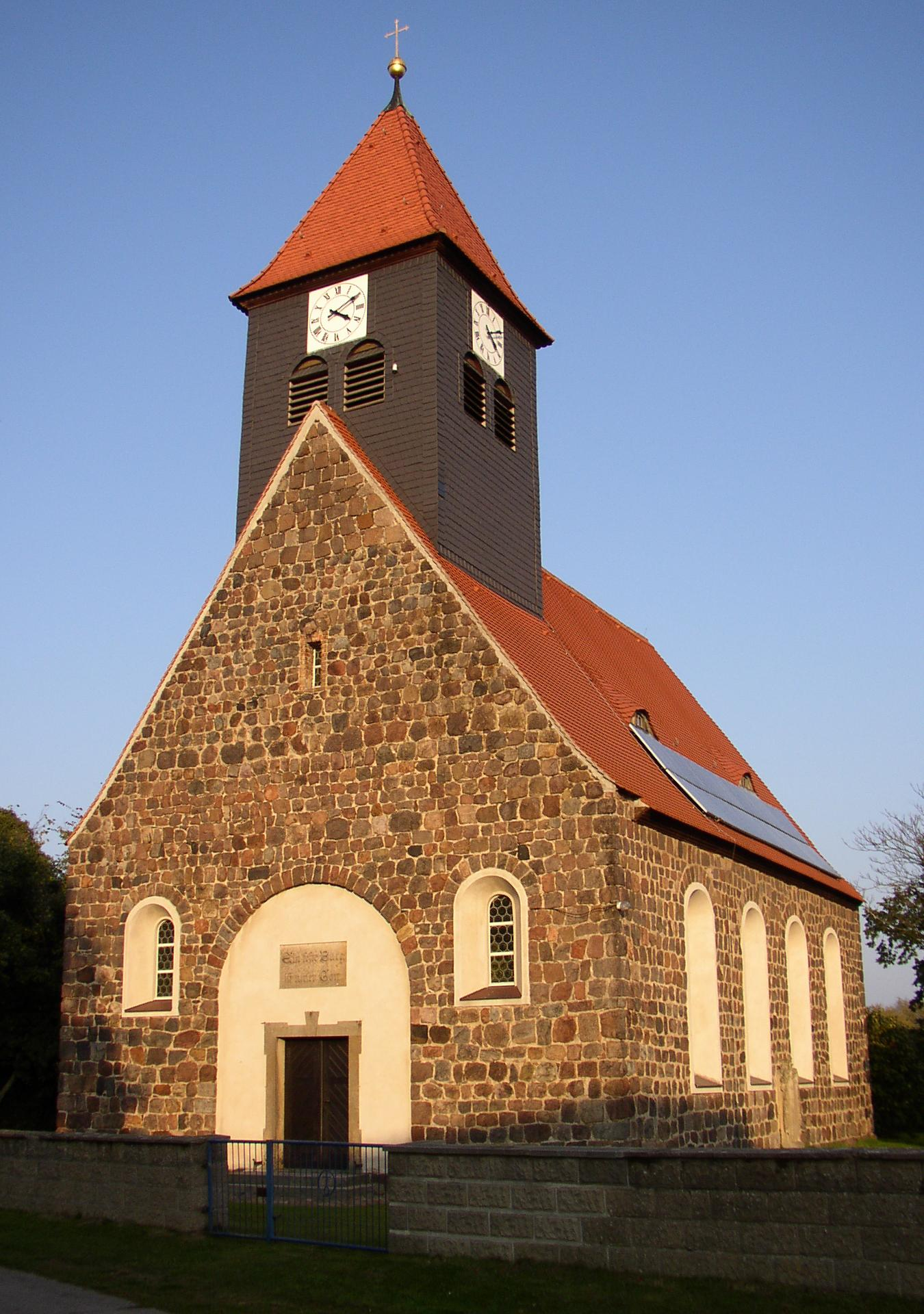
Blönsdorf
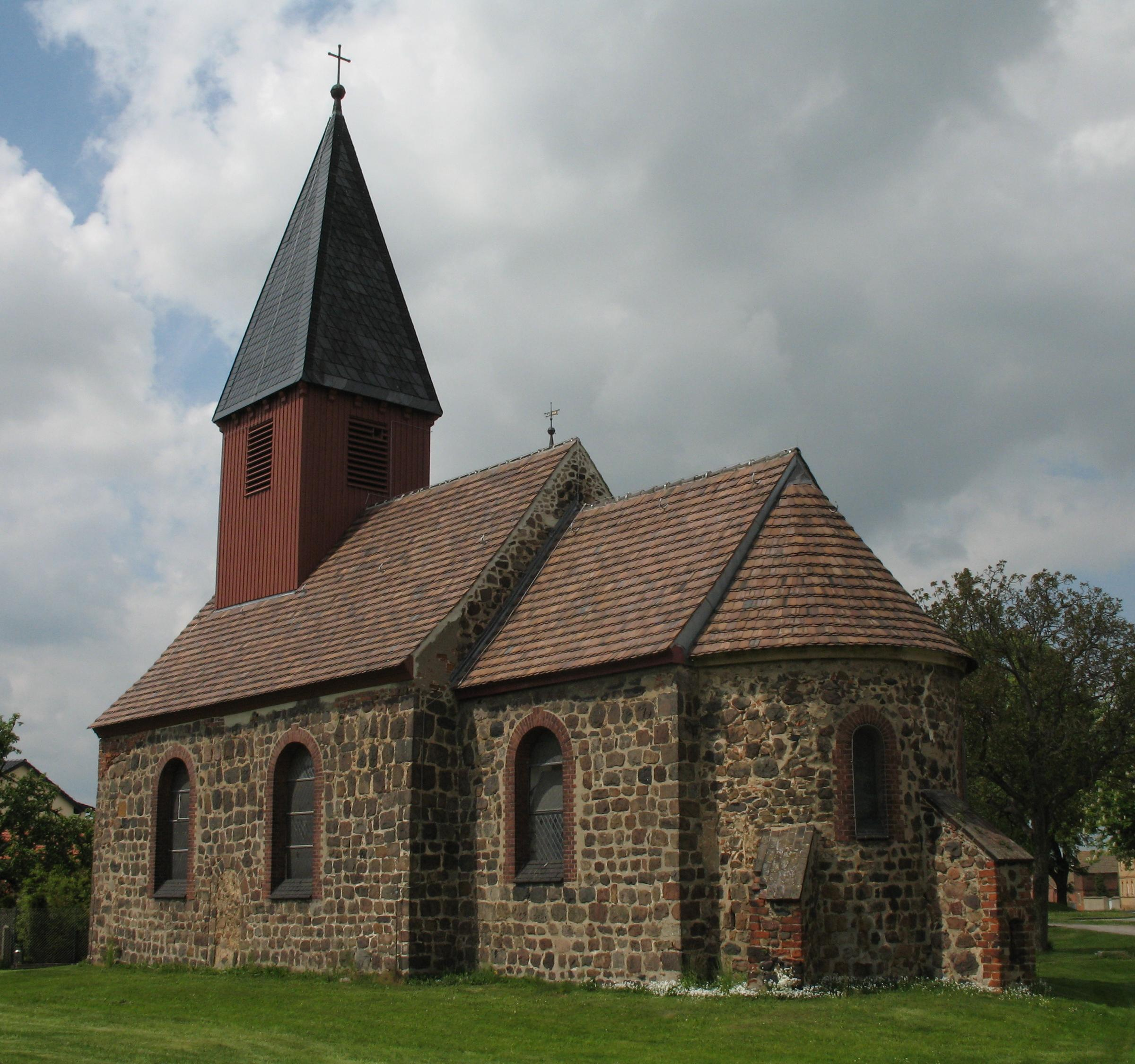
Mellnsdorf
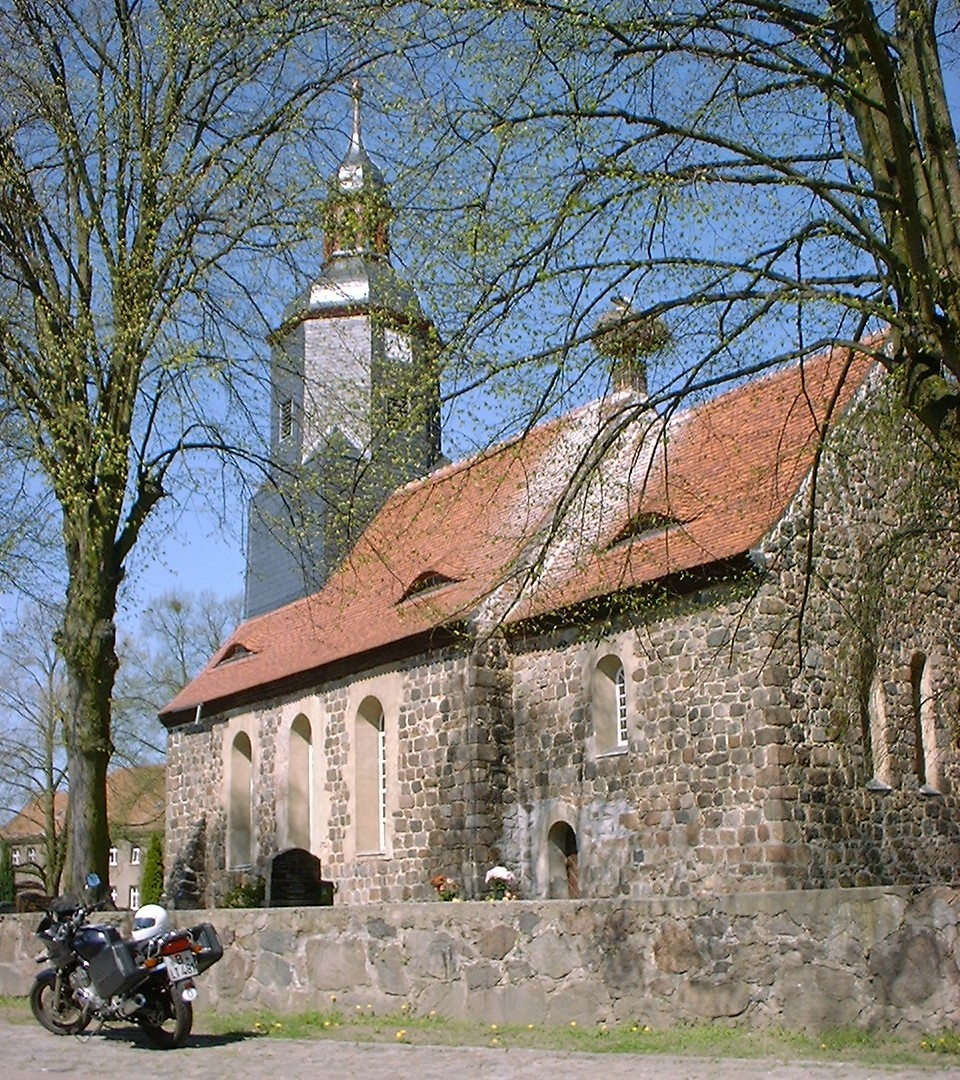
Seehausen